# 192626 Glennunderhill
192626 Glennunderhill este o planetă minoră (asteroid) din centura de asteroizi. A fost descoperită pe 14 mai 1999 la Catalina Station⁠(d) de Catalina Sky Survey. 
Obiectul prezintă o orbită caracterizată de o semiaxă mare de 2,610337872869 UAi, o excentricitate de 0,23390837417829, o înclinație de 8,5900616718011 ° în raport cu ecliptica.